# 陳應熙
陳應熙（1545年—？），字仲穆，福建建寧府甌寧縣人，民籍，明朝政治人物。

## 生平
隆慶元年（1567年）丁卯科福建鄉試第二十四名，萬曆五年（1577年）丁丑科會試第九十三名，登三甲第八十名進士。授潮州府推官，擢户部主事，榷税河西务。後监兑湖廣，升员外郎，卒于官。

## 家族
曾祖陳銳，號晋斋；祖父陳潔，號有源；父陳棨，字公宜，號西泉。母程氏。慈侍下。弟陳應秌（貢士）；應爝；應聮。孫陳國鑰，萬曆進士，官杭州知府。